# Стефан Сливков
Стефан Сливков е националреволюционер, съратник на Васил Левски.

## Биография
Стефан Сливков е роден през 1837 г. в град Ески Заара (дн. Стара Загора). Участва в създаването на Старозагорския частен революционен комитет на ВРО и е негов подпредседател.
След покушение срещу хаджи Ставри Примо в Хасково е арестуван. Осъден на заточение в Диарбекир (1873). Освободен е след подписването на Санстефански мирен договор (1878).
Участва в изграждането на свободна България. Кмет на Стара Загора (март 1885-март 1886) и помощник-кмет. Член на Окръжния съвет. Народен представител от Народна партия.
Улица в родния му град е наименувана „Стефан Сливков“.